# Airã

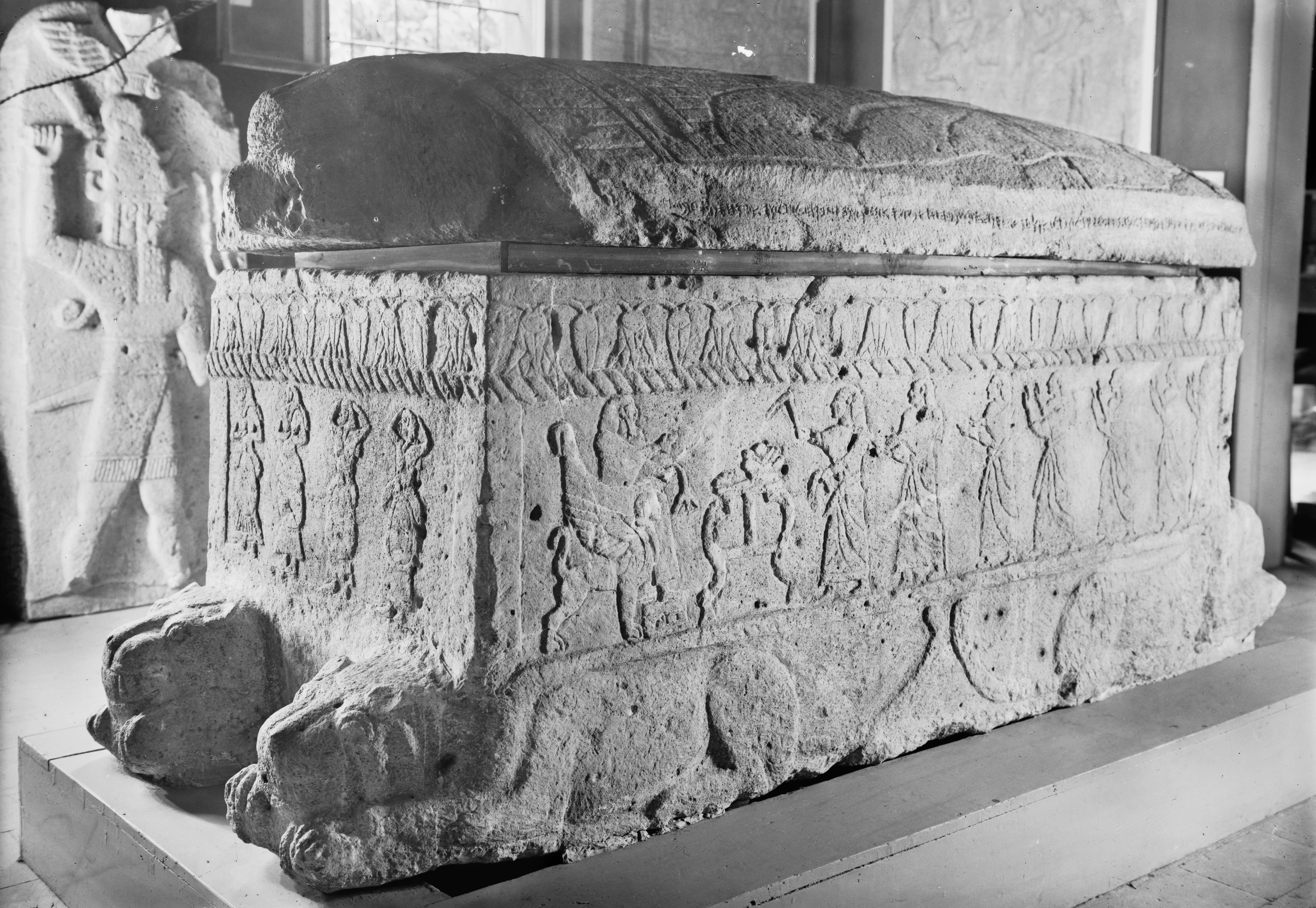
Sarcófago de Airã, no Museu Nacional de Beirute

Airã, Airão (Ahiram) ou Airom (Ahirom) foi um rei fenício de Biblos por volta de 1 000 a.C.. Não é atestado por qualquer outra fonte oriental da Antiguidade, e se tornou famoso apenas pelo seu sarcófago, com inscrições em fenício, encontrado em 1923 pelo arqueólogo francês Pierre Montet na tumba V da necrópole real de Biblos. Foi sucedido por seu filho, Etbaal, primeiro a receber explicitamente o título de 'Rei de Biblos'. Etbaal é citado na Bíblia em I Reis 16:31 como pai de Jezabel e rei dos sidônios.

## Sarcófago
O sarcófago de Airã foi descoberto por Pierre Montet em 1923, em Jbeil, a Biblos histórica. Seus painéis inscritos com baixos-relevos fazem dele "o maior documento artístico do início da Idade do Ferro" na Fenícia. Objetos encontrados no local e datados do fim da Idade do Ferro dão apoio à tese de uma data anterior, provavelmente o século XIII a.C., ou atestam a reutilização de uma tumba já existente por volta do século XI a.C.
A cena principal representa um rei sentado sobre um trono adornado com esfinges aladas. Uma sacerdotisa lhe oferece uma flor de lótus. Na tampa do sarcófago duas figuras masculinas se enfrentam, e entre elas leões sentados de costas um para o outro; o conjunto foi interpretado pelo curador de Artes Clássicas e do Oriente Médio do Museu de Arte de Cincinnati, Glenn Markoe, como uma referência a pai e filho. A influência egípcia marcante nos artefatos do fim da Idade do Bronze no noroeste de Canaã foi substituída aqui pelas influências assírias no modo de reprodução dos objetos e no formato do trono e da mesa. Uma ausência total de objetos egípcios da XX e XXI dinastias do Egito na Fenícia contrasta enormemente com a retomada dos laços fenícios-egípcios durante a XXII Dinastia.

## Inscrições
Uma inscrição com 38 palavras encontra-se em partes das bordas e na tampa do sarcófago. Foi escrita no dialeto de Biblos do fenício antigo, e é o exemplo mais antigo do uso do alfabeto fenício em grande escala a ter sido descoberto até hoje.
De acordo com a reedição recente das inscrições de Airã feita por Reinhard G.Lehmann, esta seria a tradução dos escritos do sarcófago:

"Um caixão construiu [It]tobaal, filho de Ahirom, rei de Biblos, para Ahirom, seu pai, veja!, assim ele o colocou em seclusão. Agora, se um rei entre reis e um governador entre governadores e um comandante de um exército se insurgir contra Biblos; e quando ele então descobrir este caixão - (então:) poderá o cetro de seu judiciário ser removido, o trono de seu reino derrubado, e a paz e a tranquilidade poderão fugir de Biblos. Quanto a ele, deve-se cancelar seu registro em relação à banheira de abluções do memorial sacrificial."
As fórmulas da inscrição foram imediatamente reconhecidas como sendo de natureza literária, e o entalhe preciso das letras arcaicas sugeriu ao historiador americano Charles Torrey que ela representaria uma forma de escrita já tendo uso corrente. Uma data de por volta do século X a.C. é amplamente aceita para a inscrição.
Na meta do caminho para dentro da câmara funerária outra inscrição curta foi encontrada, sobre a parede sul. Foi interpretada inicialmente como um aviso para qualquer saqueador ou invasor da sepultura, para que não seguisse adiante, porém atualmente acredita-se que seja parte de um ritual de iniciação cujos detalhes ainda permanecem desconhecidos.
"A respeito do conhecimento

aqui e agora seja humilde (você mesmo!)

‹dentro› deste porão!"